# Somatic Experiencing
Somatic Experiencing – nurt pracy wspomagający terapię osób, które doświadczyły przemocy, chronicznego stresu lub traumy.
Twórcą metody był Peter Levine. Jej wykładnia znalazła się w książce "Odetnij napięcie" autorstwa Rebeki LaDyne.
Metoda bazuje na znajomości układu nerwowego człowieka, w tym wpisanych w niego naturalnych mechanizmów zdrowienia, wykraczając poza instrumentarium psychoterapii. Kładzie nacisk na kierowanie uwagi pacjenta na doświadczenie interoceptywne, kinestetyczne i proprioceptywne. Praca z podopiecznym przy użyciu tej metody obejmuje zagadnienia emocjonalne, somatyczne, behawioralne oraz wyobrażeniowe, jak również płynące z doznań i reakcji organicznych. Praca polega głównie na deautomatyzacji nie służących danej osobie powiązań między tymi sferami, a także wzbogacenie doświadczeń reakcjami pozytywnymi.
W 2017 przeprowadzono pierwsze randomizowane badanie oceniające skuteczność metody w leczeniu osób z zespołem stresu pourazowego, które wskazało na pozytywne wyniki wskazujące, że może być ona skuteczną metodą leczenia tego zespołu. Również badania porównawcze (2009) na grupie osób, która przeżyła huragany Katrina i Rita w Nowym Orleanie i Baton Rouge wskazały na przydatność terapeutyczną metody.